# Ліхотворік Сергій Олександрович
Сергій Олександрович Ліхотворік (нар. 12 березня 1967) — радянський та український футболіст, що грав на позиції захисника. Відомий за виступами у складі команди «Дніпро» з Черкас, за яку зіграв майже 250 матчів у другій радянській лізі, першій і другій українських лігах, та Кубку України; відомий також за виступами у складі «Прикарпаття» з Івано-Франківська у вищій українській лізі.

## Клубна кар'єра
Сергій Ліхотворік розпочав виступи на футбольних полях у 1985 році в клубі другої радянської ліги «Спартак» з Житомира. Після перерви у виступах за команди майстрів у 1988 році Ліхотворік став гравцем іншої команди другої ліги СРСР «Дніпро» з Черкас. У 1992 році футболіст грав у складі черкаської команди в першій українській лізі, після вибуття команди з першої ліги протягом сезону 1992—1993 років грав у складі черкащан у другій лізі, після повернення командою місця в першій лізі грав у складі «Дніпра» до кінця сезону 1994—1995 років, загалом зіграв за цей період 222 матчі в чемпіонаті, ще 3 матчі Ліхотворік зіграв у складі черкаської команди в Кубку України.
На початку сезону 1995—1996 років Сергій Ліхотворік удруге в своїй кар'єрі став гравцем житомирської команди, яка у цей час мала назву «Хімік», та грала в першій українській лізі. на початку 1996 року футболіст перейшов до складу іншої команди першої ліги «Кристал» з Чорткова. На початку сезону 1996—1997 років Ліхотворік став гравцем команди вищої української ліги «Прикарпаття» з Івано-Франківська, проте зіграв у вищій лізі лише 3 матчі, й з початку 1997 року повернувся до складу черкаської команди, яка на той час змінила назву на «Черкаси», та виступав у її складі до кінця року. На початку 1998 року футболіст став гравцем команди другої ліги «Кристал» з Херсона, та став у її складі переможцем зонального турніру другої ліги. втім у перехідному турнірі за право виходу до першої ліги херсонська команда не зуміла підвищитись у класі. Після закінчення перехідного турніру за підвищення у класі Сергій Ліхотворік завершив виступи на футбольних полях. У 10-х роках ХХІ століття Сергій Ліхотворік працював лайнсменом на матчах першої та другої українських ліг.